# Tipula annulicornuta
Tipula annulicornuta är en tvåvingeart som beskrevs av Alexander 1922. Tipula annulicornuta ingår i släktet Tipula och familjen storharkrankar. Inga underarter finns listade i Catalogue of Life.